# Hemisphaerius pullatus
Hemisphaerius pullatus är en insektsart som beskrevs av Stsl 1863. Hemisphaerius pullatus ingår i släktet Hemisphaerius och familjen sköldstritar. Inga underarter finns listade i Catalogue of Life.